# Golf von Fos
Koordinaten: 43° 22′ 0″ N, 4° 55′ 14″ O

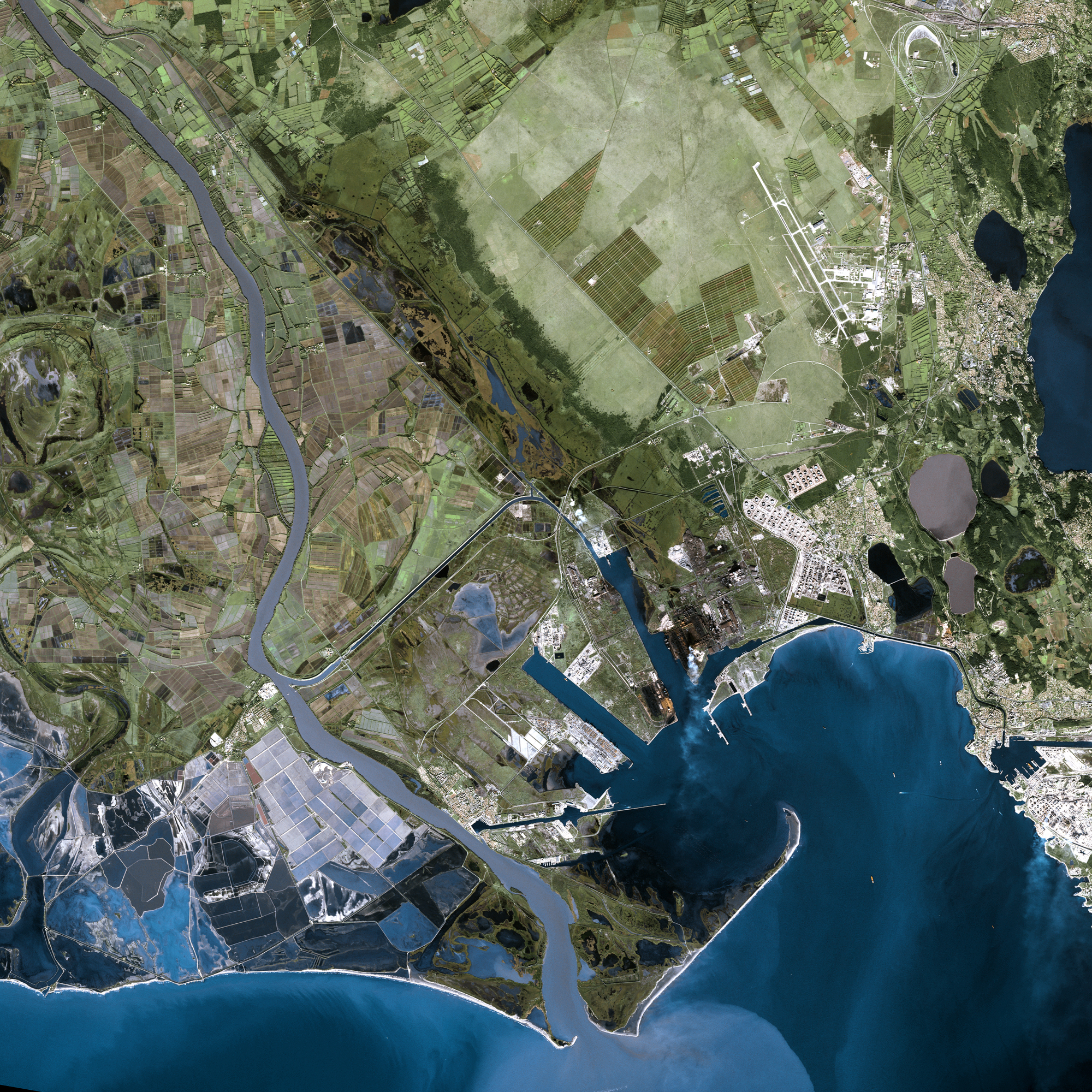
Die Rhônemündung und der Golf von Fos östlich davon

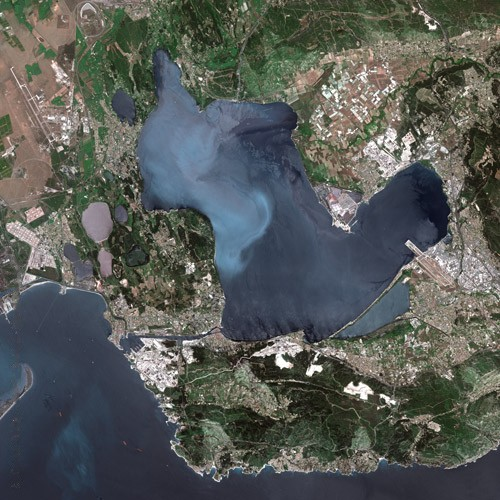
Der Golf von Fos (links unten) und der Étang der Berre (rechts oben)

Der Golf von Fos ist eine untergeordnete Bucht des Golfe du Lion im Mittelmeer. Sie liegt im französischen Küstengebiet nordwestlich von Marseille zwischen der Rhônemündung und dem Cap Couronne, wo das Estaque-Gebirge das Meer erreicht. Der Golf bezieht seinen Namen von der Hafenstadt Fos-sur-Mer im Zentrum der Bucht. Er enthält die Haupthafenanlagen des Großen Seehafens von Marseille, darunter Umschlagplätze für Container, Schüttgut sowie Erdöl und Erdgas. Im Umland sind zahlreiche Industriezonen entstanden, in denen die angelieferten Produkte weiterverarbeitet werden. In den Küstenbereichen gibt es eine Vielzahl von Salinen zur Erzeugung von Meersalz. Obwohl das Gebiet stark industrialisiert ist, gibt es doch einige Feuchtgebiete, die unter Naturschutz gestellt wurden. Außerdem hält der Golf an der Rhônemündung einen Anteil am Regionalen Naturpark Camargue. Im Hinterland befinden sich einige Lagunenseen, von denen der Étang de Berre mit seiner Oberfläche von rund 155 km² die größte Bedeutung hat.
Die Küste des Golfs gehört zum Département Bouches-du-Rhône in der Region Provence-Alpes-Côte d’Azur. Folgende Gemeinden grenzen an den Golf von Fos:
- Port-Saint-Louis-du-Rhône
- Fos-sur-Mer
- Port-de-Bouc
- Martigues (die Stadt selbst liegt jedoch am Étang de Berre)

## Verkehrsinfrastruktur
Durch die Rhône, die für große Teile Europas eine bedeutende Binnenwasserstraße darstellt, kommt es an ihrer Mündung zu einem wichtigen Umschlagplatz von der Binnenschifffahrt zur Seeschifffahrt und umgekehrt. Natürlich ist auch eine Umladung vom bzw. auf Straßen- und Schienentransport ein bedeutendes Thema. Folgende Schifffahrtskanäle führen in den Golf von Fos:
- Canal du Rhône à Fos, Meereskanal von der Rhône in den Golf von Fos
- Canal Saint-Louis, Meereskanal von der Rhône in den Golf von Fos
- Canal de Fos à Port-de-Bouc, Meereskanal entlang der Küstenlinie des Golfs von Fos
- Canal de Caronte, Meereskanal zur Verbindung des Golfs von Fos mit dem Étang de Berre
- Canal de Marseille au Rhône, Meereskanal vom Hafen Marseille zum Étang de Berre (wegen Einsturz des Tunnel du Rove außer Betrieb)

Das Küstengebiet wird durch die Autobahn A55 von Marseille nach Martigues erschlossen, die in Richtung Arles ihre Fortsetzung in der Nationalstraße N568 findet. Weiterführende Anschlüsse an die A54, A7 und A8 zeugen von der hochrangigen Lage im Straßennetz.
Eine der wesentlichsten Anschlüsse für den Schienengüterverkehr rund um den Golf ist die Bahnstrecke, die von Marseille entlang der Côte Bleue nach Port-de-Bouc führt und in Miramas einen bedeutenden Bahnknoten mit der auf der Nordostseite des Étang der Berre verlaufenden Bahnstrecke Marseille-Paris bildet. Zu den Hafenanlagen in Fos-sur-Mer und Port-Saint-Louis-du-Rhône gibt es eigene Zubringerstrecken.

## Bildergalerie

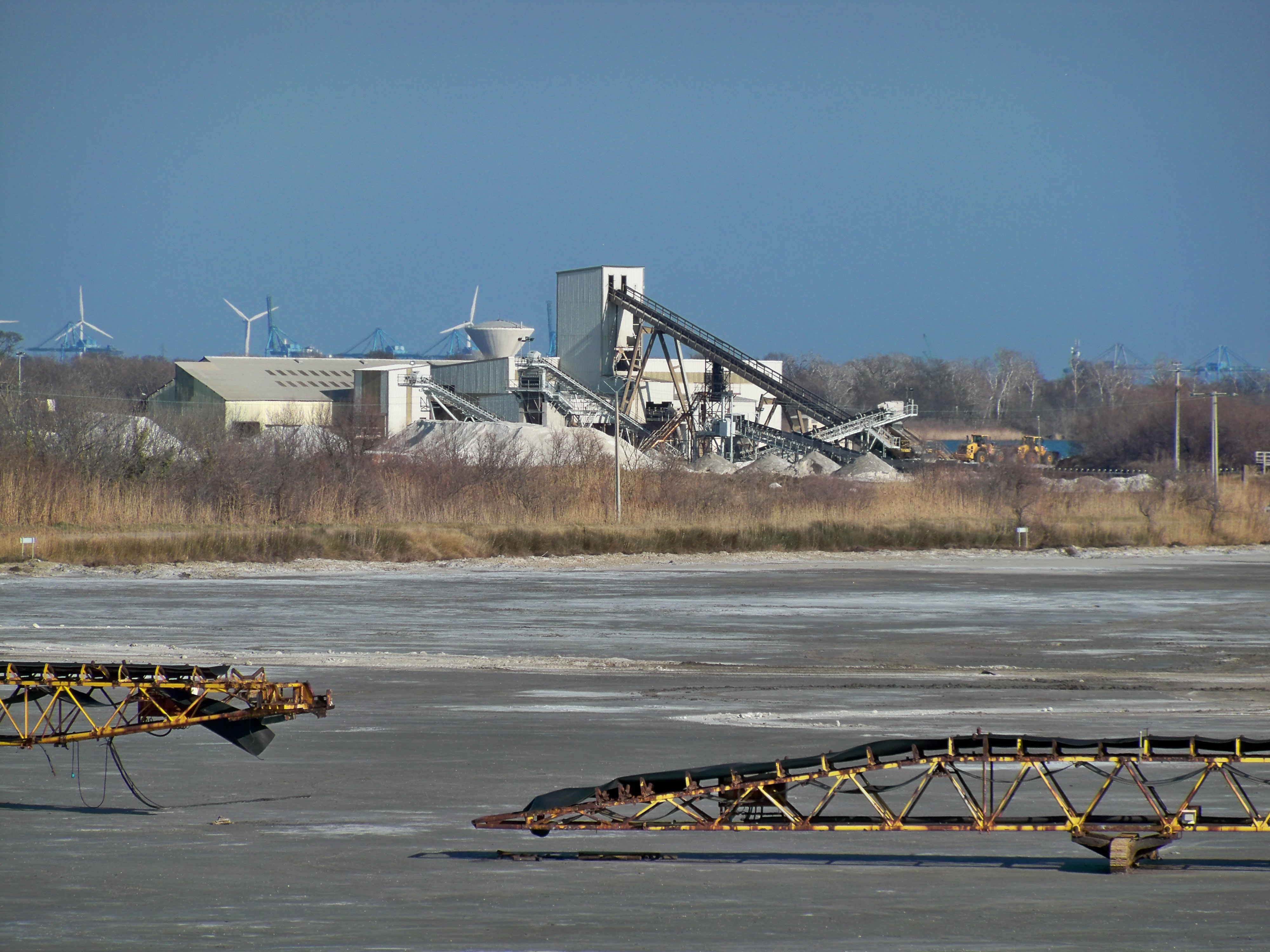
Saline an der Rhônemündung
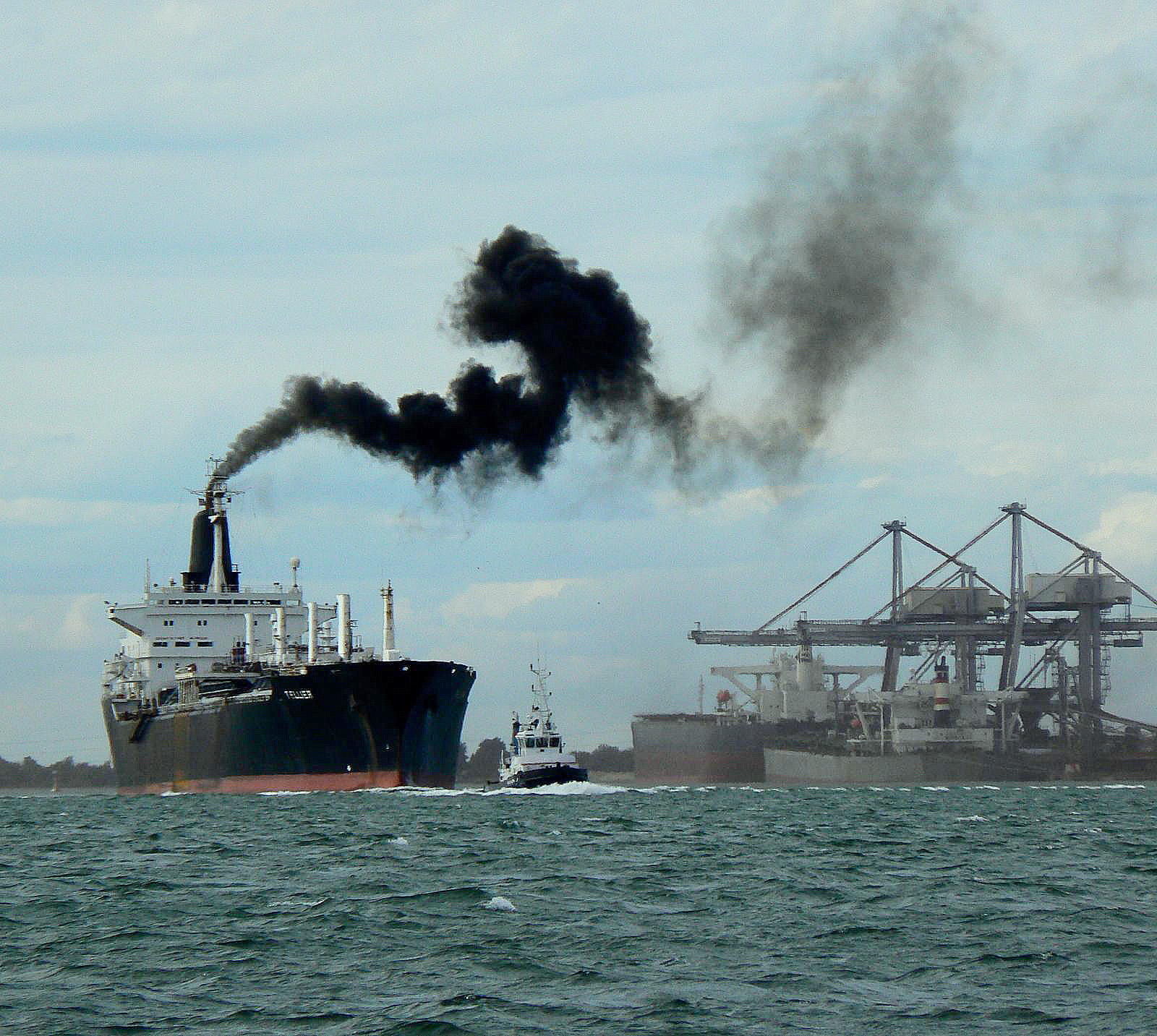
Im Hafen von Port-Saint-Louis-du-Rhône
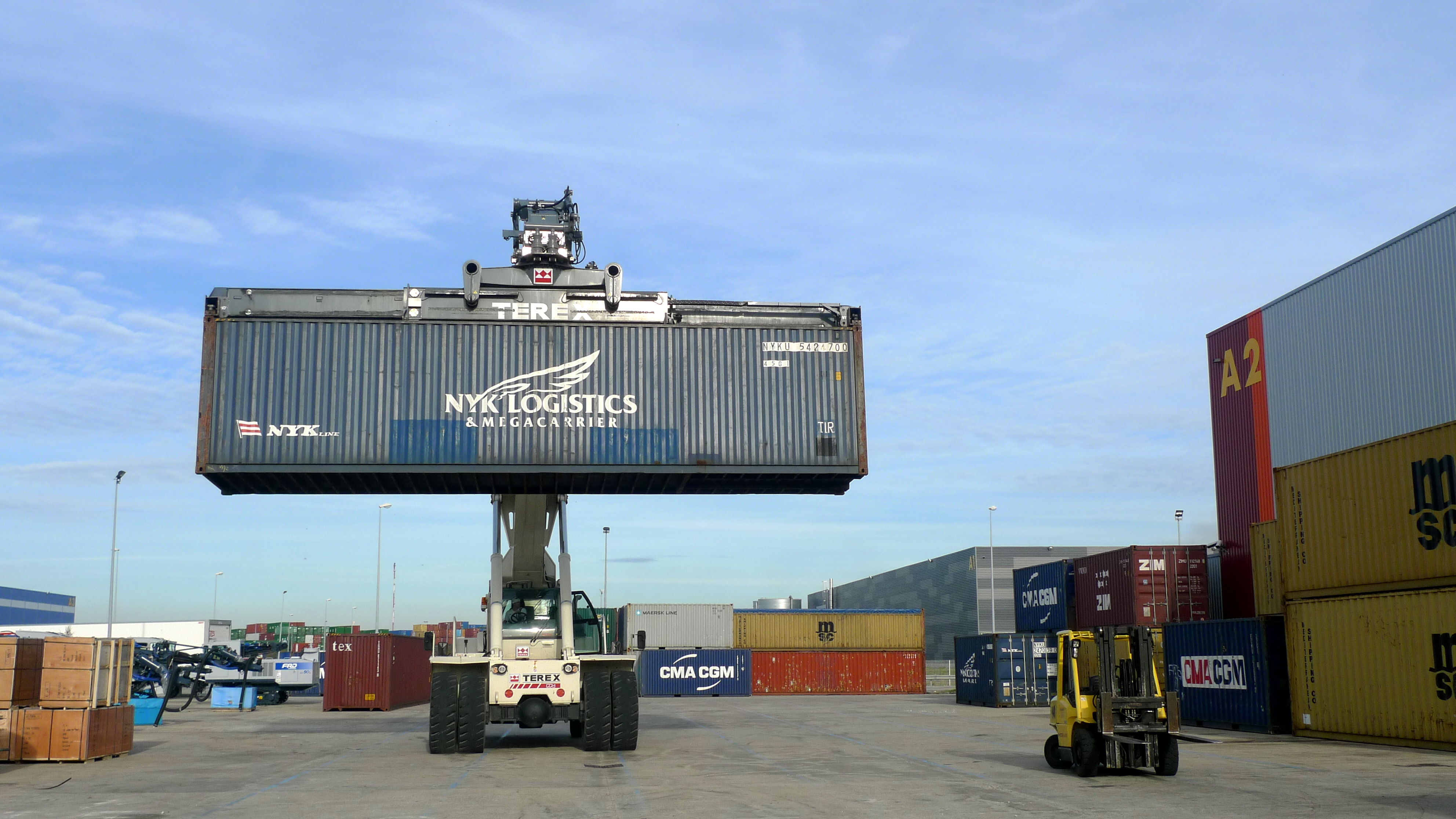
Containerverladung im Hafen von Port-Saint-Louis-du-Rhône
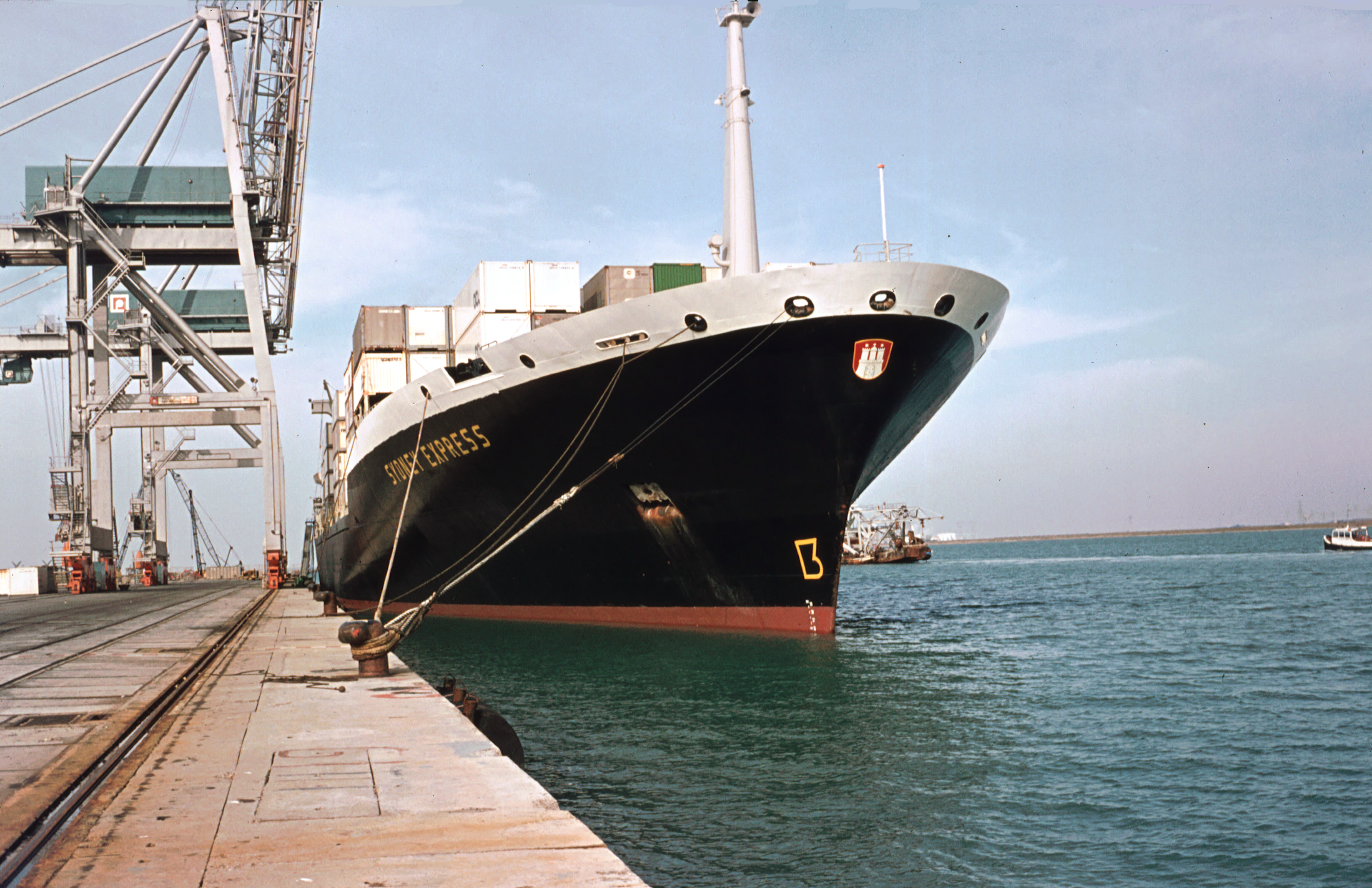
Im Hafen von Fos-sur-Mer
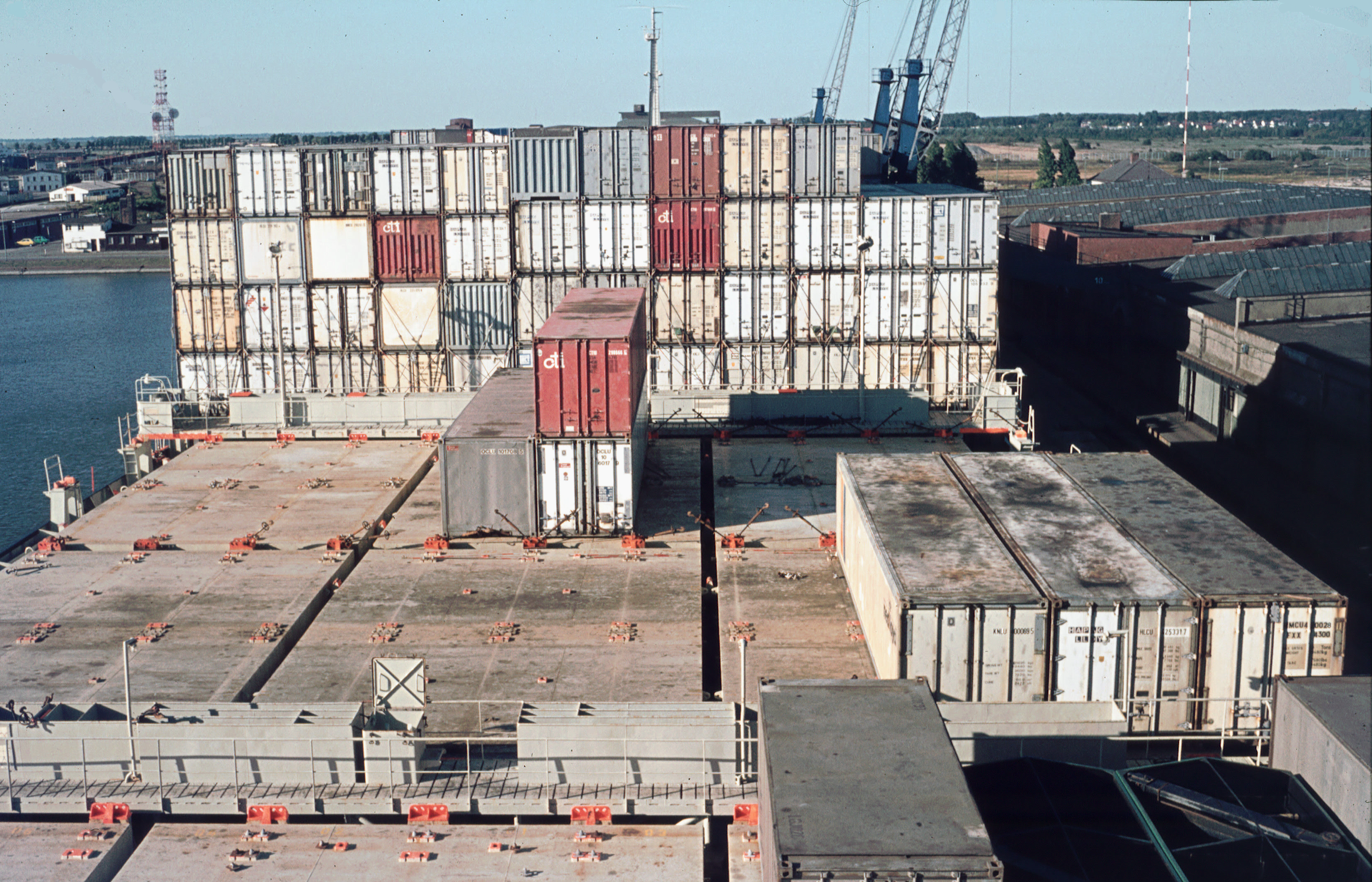
Containerverladung im Hafen von Fos-sur-Mer
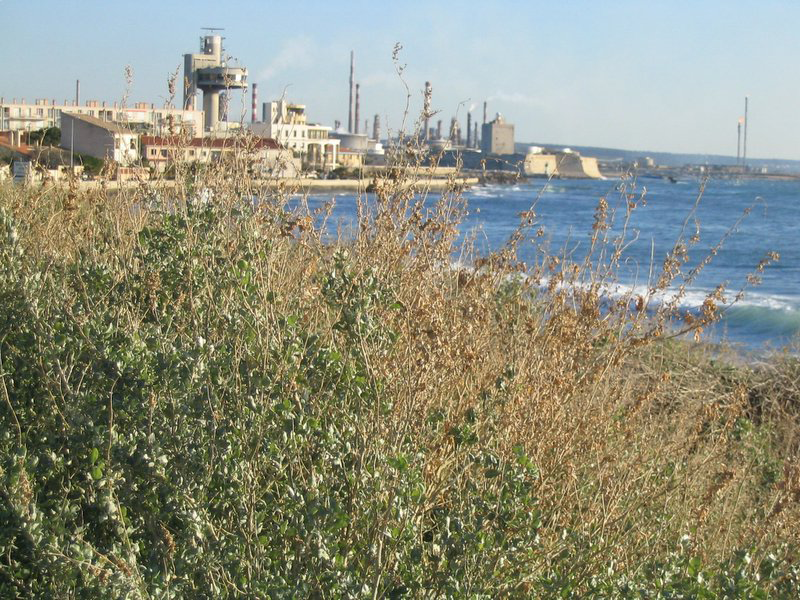
Port-de-Bouc mit Industriekomplex im Hintergrund
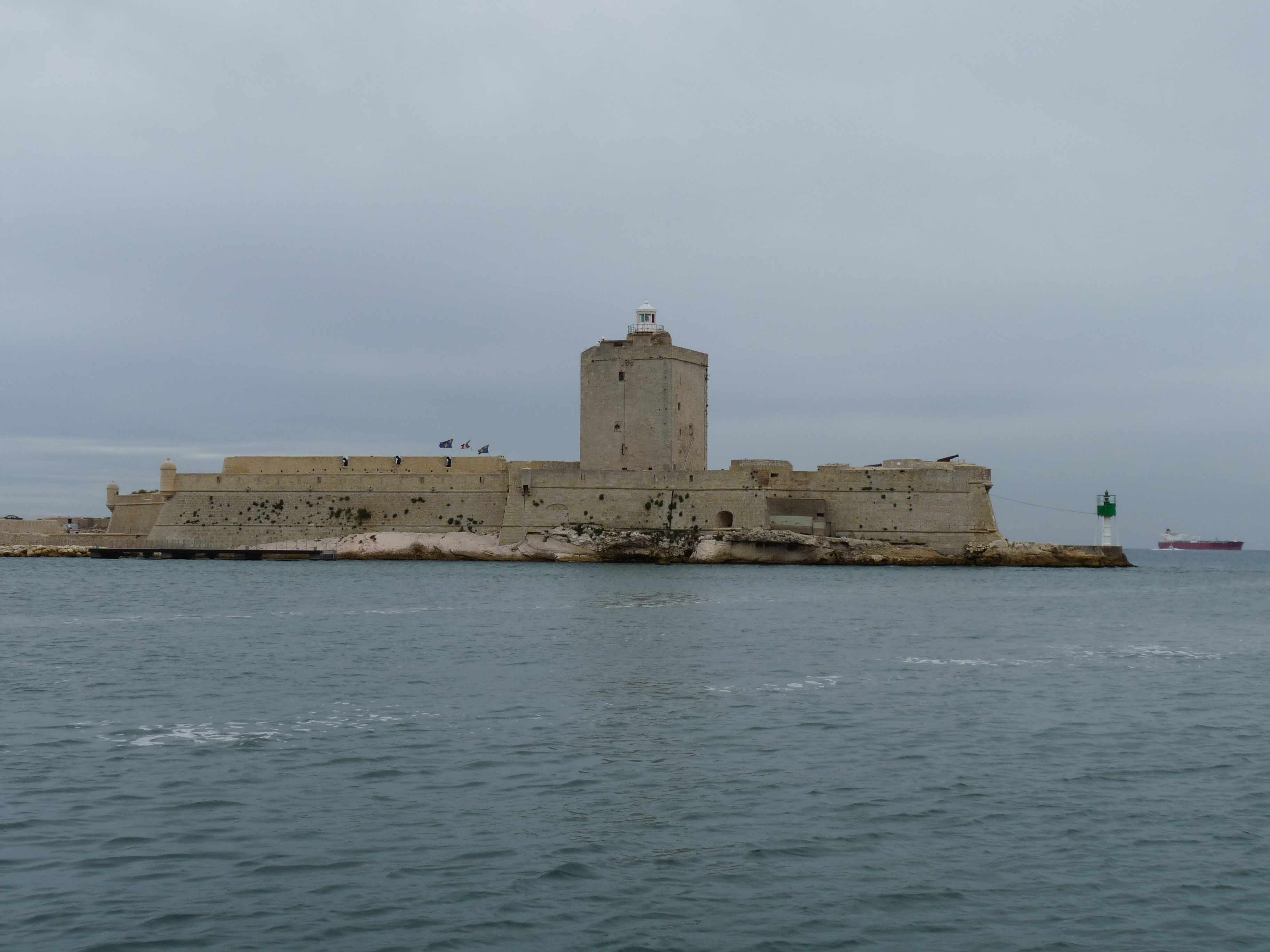
Das Fort de Bouc an der Einfahrt in den Canal de Caronte
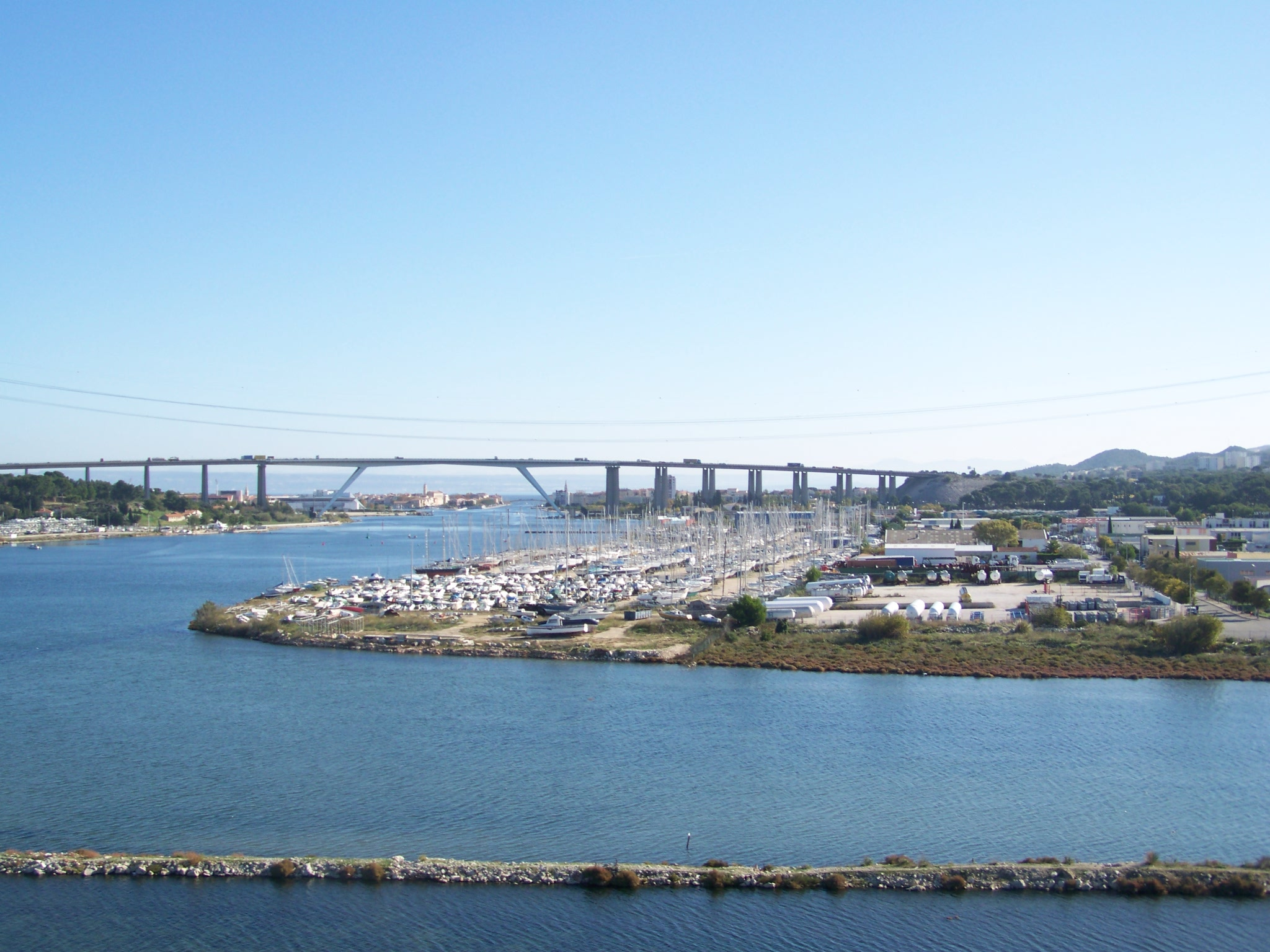
Autobahnbrücke über den Canal de Caronte
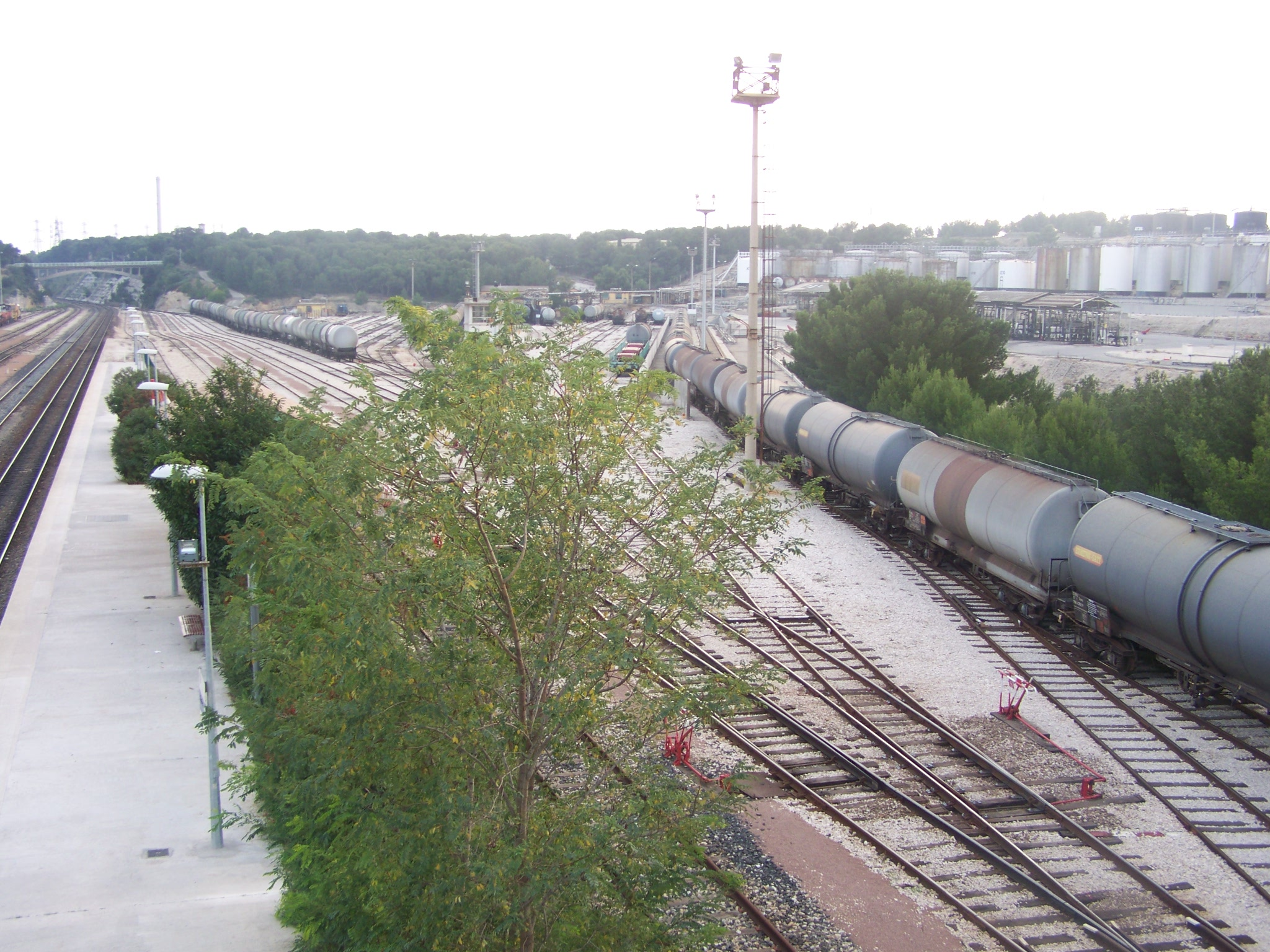
Bahnanschluss bei der Raffinerie Lavéra (Martigues)
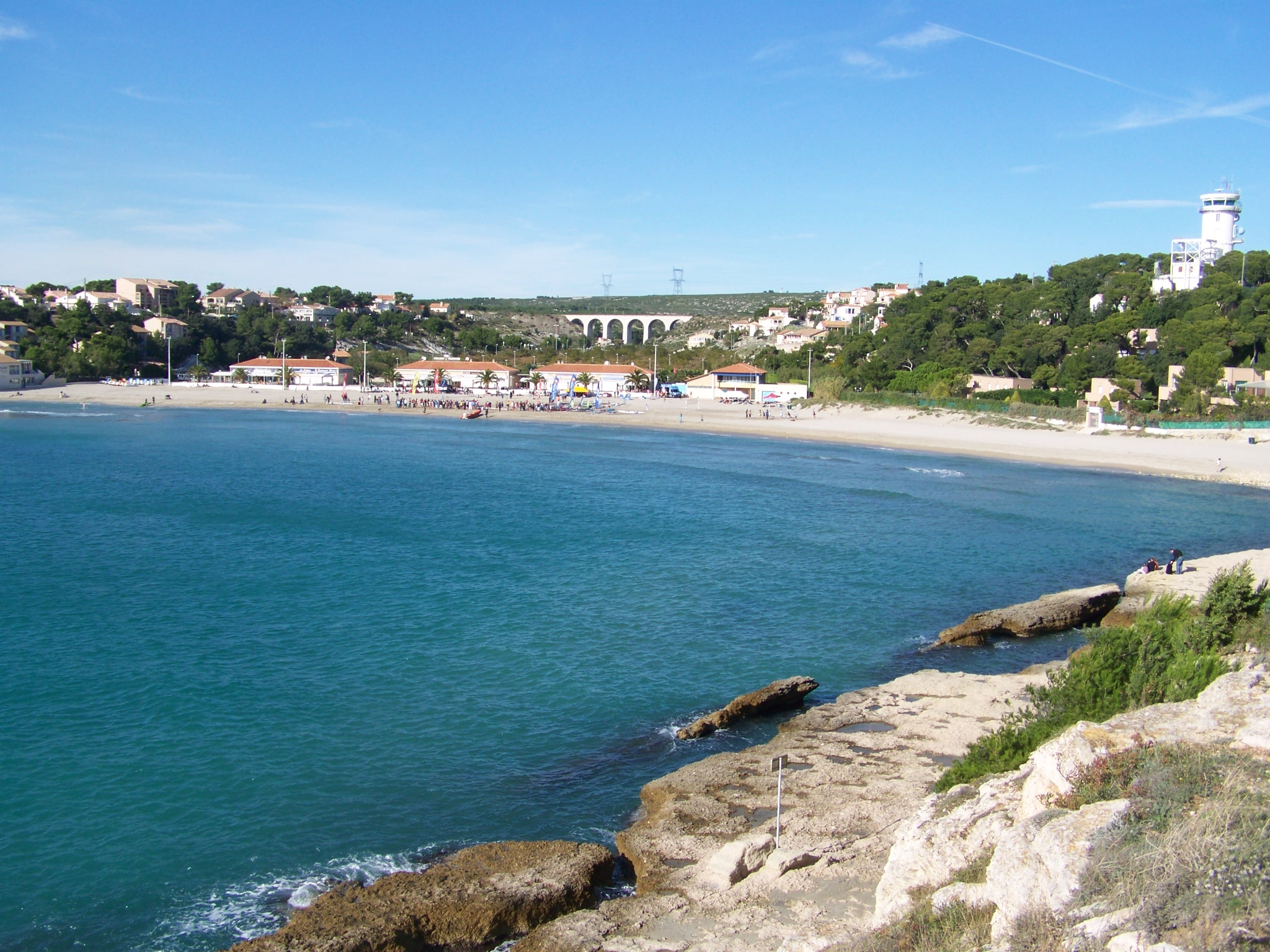
Küste beim Cap Couronne
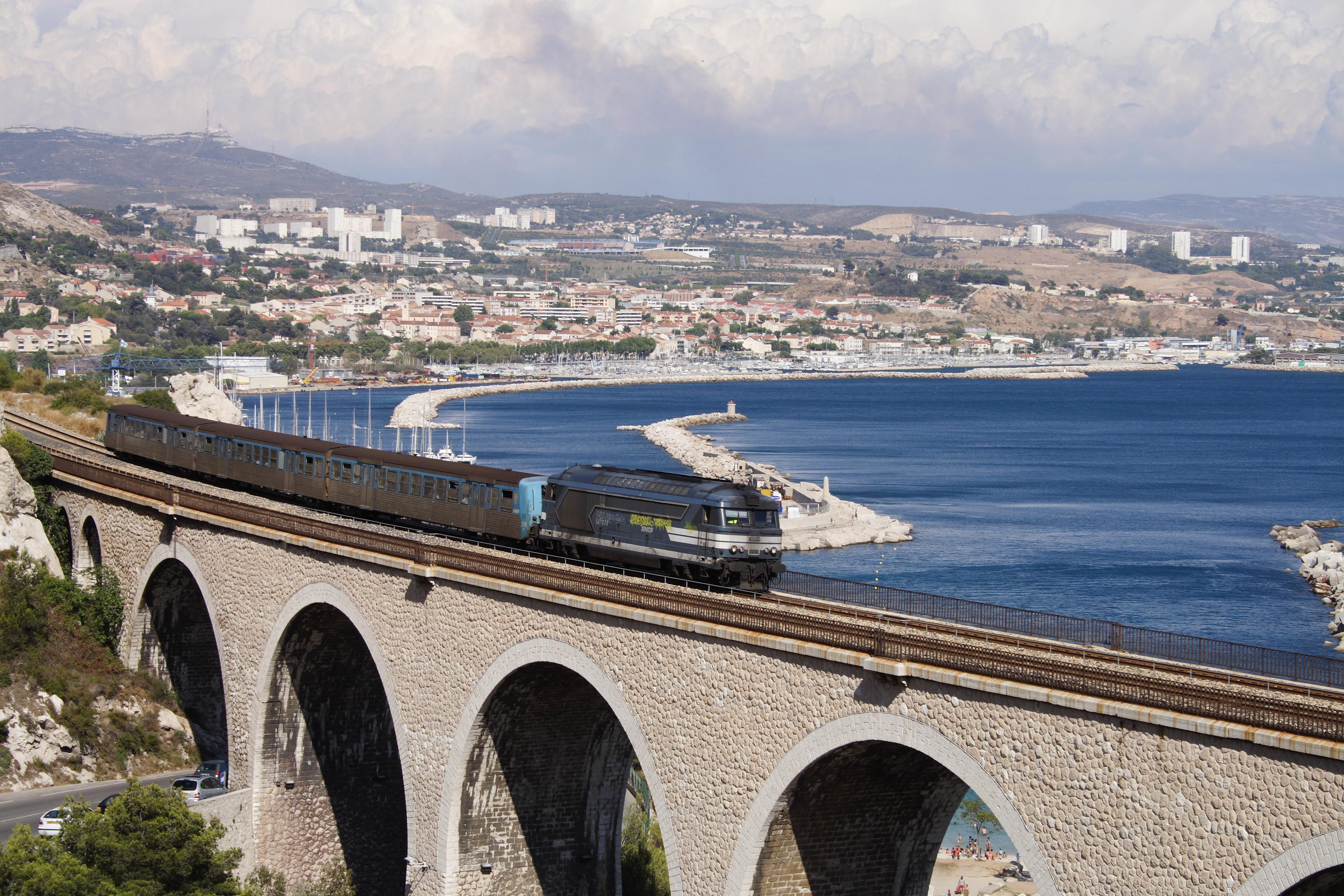
Bahnstrecke an der Côte Bleue
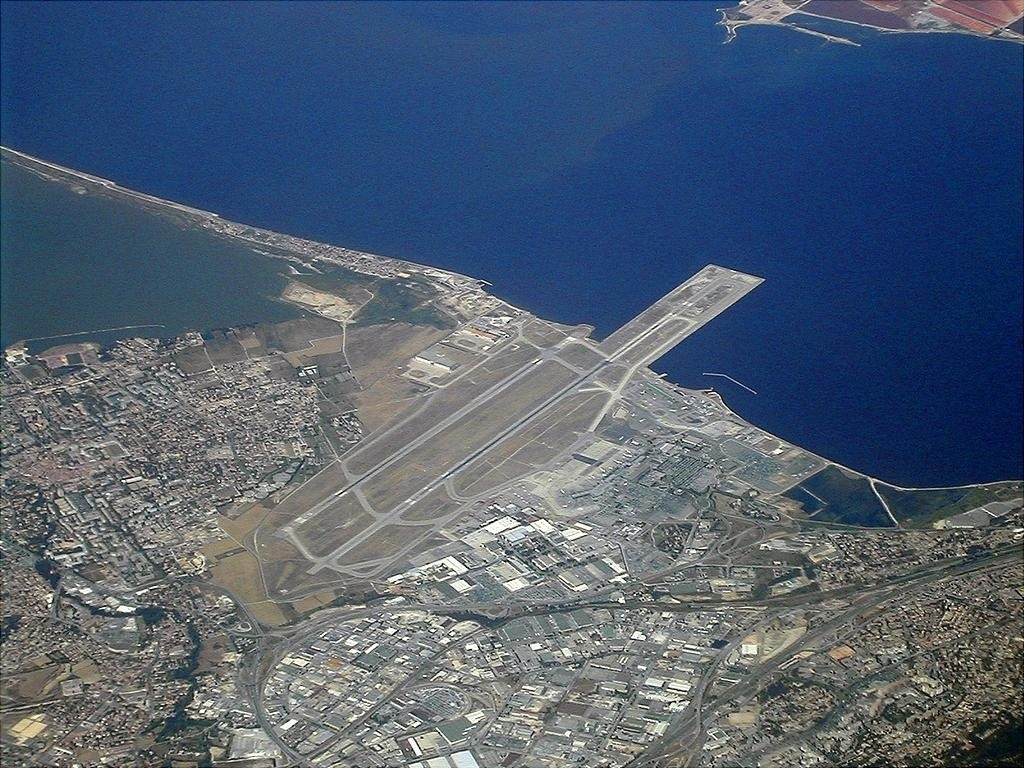
Flughafen Marseille-Provence am Étang de Berre